# خرید برای فنگس
خرید برای فنگس (به انگلیسی: Shopping for Fangs) یک فیلم درام آمریکایی-کانادایی محصول سال ۱۹۹۷ به کارگردانی کوئنتین لی و جاستین لین است.

## تولید
این فیلم با بوجه‌ای کمتر از صد هزار دلار در ۲۱ روز در لس آنجلس فیلمبرداری شد.

## رسانه‌های خانگی
این فیلم در تاریخ ۶ اکتبر ۲۰۰۹ به صورت فیلم ویدئویی منتشر شد.